# 52
Năm 52 là một năm trong lịch Julius. 